# Малала Юсафзай
Мала́ла Юсафза́й (пушту ملاله یوسفزۍ, англ. Malala Yousafzai; нар. 12 липня 1997, Мінгора, Пакистан) — пакистанська феміністка, активістка доступу жінок до освіти у всьому світі, блогерка та автобіографістка. 9 жовтня 2012 року була важко поранена бойовиками з терористичного руху Техрік Талібан-і-Пакистан за свою правозахисну діяльність (див. Жінки при Талібані). Лауреатка премій Сімони де Бовуар та Сахарова. Наймолодша лауреатка Нобелівської премії миру (2014, відзначена 17-річною разом з індійським правозахисником Кайлашем Сат'ярті). На честь активістки названо астероїд 316201 Малала.

## Ранні роки
Народилася 12 липня 1997 року в районі Сват північно-західної пакистанської провінції Хайбер-Пахтунхва в сім'ї, що належала до нижчого середнього класу: Зіяуддіна Юсафзая та Тура Пекая Юсафзая. Її сім'я — мусульмани-суніти пуштунської національності, що належать до племені Юсуфзай. У сім'ї не було достатньо грошей на пологи в лікарні, і вона народилася вдома за допомогою сусідів. Їй дали ім'я Малала (що означає "вбита горем") на честь Малалаї з Майванду, відомої пуштунської поетеси і воїтельки з південного Афганістану. У своєму будинку в Мінгорі вона жила з двома молодшими братами, Хушалом і Аталом, батьками і двома курми.   
Вільно володіючи пушту, урду та англійською, Юсафзай отримала освіту переважно від батька, поета, власника школи й освітнього активіста, який керував мережею приватних шкіл, відомих під назвою "Громадська школа Хушала". Зіаддін називав свою доньку чимось особливим, дозволяючи їй не спати ночами і говорити про політику після того, як її двох братів відправляли спати.    

## Блог
На початку 2009 року, у віці 11 років, Юсуфзай стала відома у світі завдяки блогу, який вела для Бі-бі-сі. У блозі вона детально розповідала про своє життя при режимі талібів, про їхні спроби взяти під контроль долину Сват і про свої погляди на розвиток освіти для дівчаток. Наприкінці 2009 року пакистанські військові розгорнули повномасштабний наступ проти бойовиків, що призвело до вигнання талібів з долини Сват. Малала Юсуфзай посіла перше місце на щорічній Національній пакистанській молодіжній премії миру за свій опис цих подій у блозі.
Прихильниця троцькістської Міжнародної марксистської тенденції та учасниця проведеної цією організацією літньої школи у Сваті.

## Замах
9 жовтня 2012 року Малала Юсафзай поверталася додому зі школи на шкільному автобусі; автобус був зупинений людьми в масках і зі зброєю. Один з бойовиків зайшов в автобус і став питати дітей, хто з них Малала. Коли її особу було встановлено, таліб двічі вистрілив в дівчинку, влучивши в голову і шию. Одна з куль пройшла навиліт, і дві дівчинки, які сиділи позаду Малали, також дістали вогнепальні поранення. Малалу доставили у критичному стані у військову лікарню міста Пешавар. Після тригодинної операції хірургу вдалося дістати кулю з її мозку. Дівчинка перебувала в комі, шанси на її одужання були невеликі.
Група з 50 ісламських священнослужителів у Пакистані винесли фетву проти тих, хто намагався вбити її.

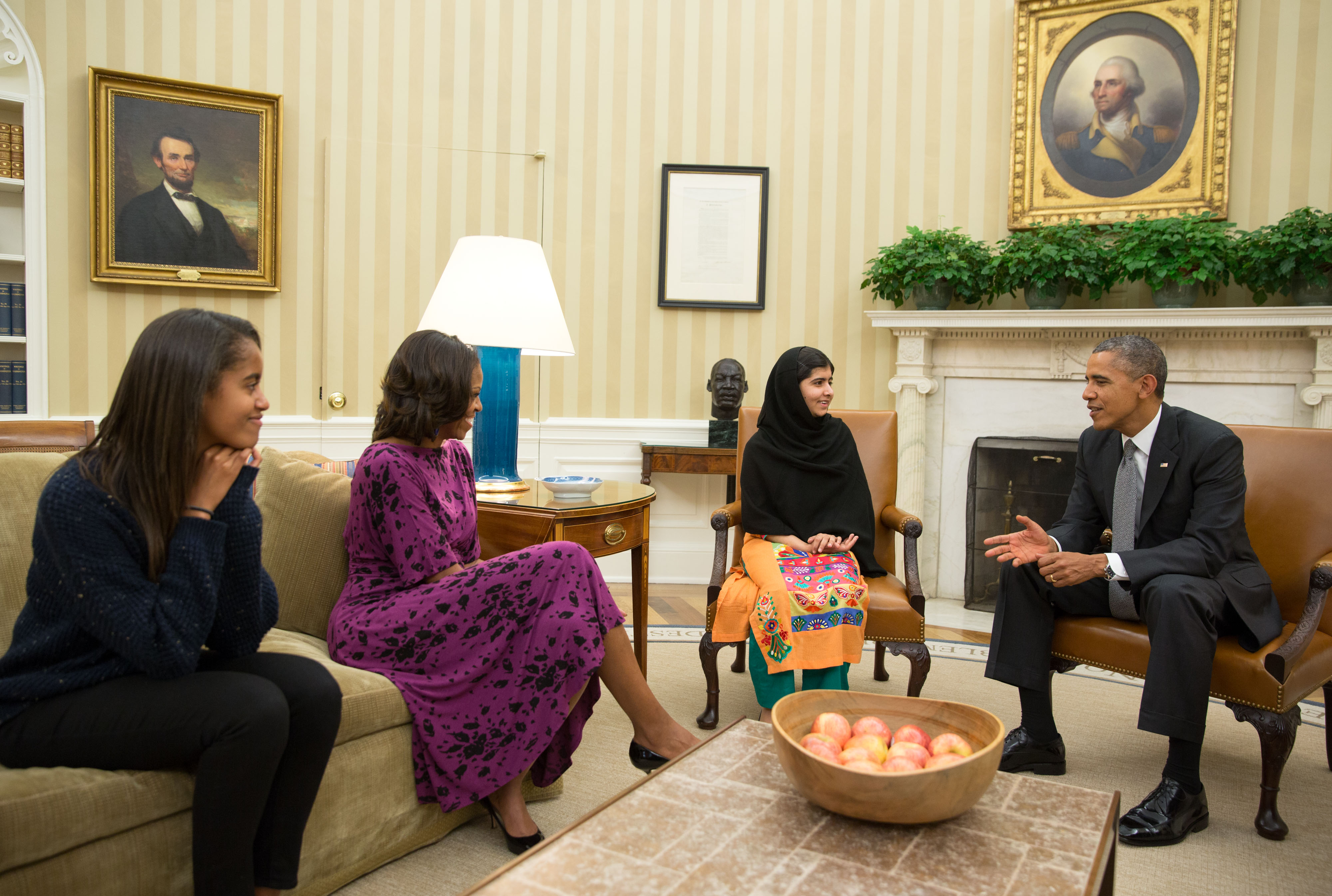
Малала Юсафзай на зустрічі з Бараком Обамою, його дружиною і донькою в Овальному кабінеті, 11 жовтня 2013

Коли стан Юсафзай став стабільним, пакистанський уряд організував для неї авіапереліт у Велику Британію. Дівчинка проходила лікування в лікарні міста Бірмінгем. Її батько зробив заяву, що дочка повернеться жити в Пакистан після курсу реабілітації у Великій Британії
4 січня 2013 Юсафзай виписана з лікарні і продовжувала лікуватися в амбулаторному режимі.

## Відзнаки
1 лютого стало відомо, що Юсафзай висунуто на Нобелівську премію миру 2013, однак ця премія не була їй присуджена.
12 липня того ж року, у день свого 16-річчя, Малала виступила в штаб-квартирі ООН в Нью-Йорку.
8 жовтня у Лондоні вийшла автобіографія Юсуфзай у співавторстві з Крістіною Лемб «Я — Малала».
10 жовтня Юсафзай отримала премію Сахарова за свободу думки.
У 2013 році була нагороджена премією імені Анни Політковської.
Через рік — 10 жовтня 2014 року, сімнадцятилітня пакистанська мусульманка Юсуфзай разом із шістдесятилітнім індійським індуїстом Кайлашем Сат'ярті, котрий також бореться за захист прав дітей, здобули Нобелівську премію миру.